# Julie Belgraver
Julie Belgraver (Den Haag, 4 juli 2002) is een tennisspeelster uit Frankrijk, geboren in Nederland. Belgraver begon met tennis toen zij vier jaar oud was. Haar favoriete ondergrond is hardcourt. Zij speelt rechtshandig en heeft een tweehandige backhand. Zij is actief in het internationale tennis sinds 2018.

## Loopbaan
In 2019 kreeg Belgraver een wildcard voor het vrouwendubbelspeltoernooi van Roland Garros, waardoor zij samen met Mylène Halemai haar eerste grandslamwedstrijd speelde.
Belgraver heeft ook de Nederlandse nationaliteit, en was in 2017 Nederlands jeugd-indoorkampioen.

## Posities op deWTA-ranglijst
Positie per einde seizoen:
| jaar | rang enkelspel | rang dubbelspel |
| ---- | -------------- | --------------- |
| 2018 | –              | 1082            |
| 2019 | –              | 1073            |
| 2020 | 1104           | 868             |
| 2021 | 771            | 779             |
| 2022 | 493            | 388             |
| 2023 | 804            | 691             |
| 2024 | 361            | 353             |

## Resultaten grandslamtoernooien
| Legenda | Legenda                          |
| ------- | -------------------------------- |
| g.t.    | geen toernooi gehouden           |
| l.c.    | lagere categorie                 |
| –       | niet deelgenomen                 |
| G       | uitgeschakeld in de groepsfase   |
| 1R      | uitgeschakeld in de eerste ronde |
| 2R      | uitgeschakeld in de tweede ronde |
| 3R      | uitgeschakeld in de derde ronde  |
| 4R      | uitgeschakeld in de vierde ronde |
| KF      | uitgeschakeld in de kwartfinale  |
| HF      | uitgeschakeld in de halve finale |
| F       | de finale verloren               |
| W       | het toernooi gewonnen            |
| w-v     | winst/verlies-balans             |

### Enkelspel
geen deelname

### Vrouwendubbelspel
| toernooi        | 2019 |    | 2025 |
| --------------- | ---- | -- | ---- |
| Australian Open | –    | –  |      |
| Roland Garros   | 1R   | 1R |      |
| Wimbledon       | –    | –  |      |
| US Open         | –    |    |      |

### Gemengd dubbelspel
| toernooi        | 2025 |
| --------------- | ---- |
| Australian Open | –    |
| Roland Garros   | 1R   |
| Wimbledon       | –    |
| US Open         |      |